# Alberico di Reims
Alberico di Reims (1085 circa – 1141) è stato un filosofo, teologo e arcivescovo cattolico francese, della scuola scolastica.

## Biografia
Allievo di Guglielmo di Champeaux, e successivamente di Anselmo di Laon della Scuola di Reims. Interessato alla logica cercò di applicarne il metodo alla teologia.
Alberico fu condiscepolo di Pietro Abelardo, ma nel 1121 durante il concilio di Soissons, fu un suo tenace avversario, sostenendo il realismo di Guglielmo di Champeaux contro il nominalismo di Roscellino.
Dal 1120 al 1122, si trasferì a Parigi dove insegnò dialettica sul colle di Sainte Geneviève e Giovanni di Salisbury fu suo allievo.
Nel 1126 venne eletto vescovo di Châlons, ma non fu confermato da papa Onorio II, malgrado l'appoggio di Bernardo di Chiaravalle. Dopo questa delusione, si ritirò a Liegi in qualità di canonico e continuò a dare lezioni pubbliche.
Nel 1137 fu nominato arcivescovo di Bourges e partecipò al Concilio Lateranense II (1139).